# Wu Jingyu
Wu Jingyu (chin. upr. 吴静钰, chin. trad. 吳靜鈺, pinyin Wú Jìngyù; ur. 1 lutego 1987 w Jingdezhen) – chińska zawodniczka w taekwondo, dwukrotna mistrzyni olimpijska, mistrzyni świata.
W 2008 roku w Pekinie zdobyła złoty medal olimpijski w kategorii do 49 kg, a rok wcześniej zdobyła tamże mistrzostwo świata w kategorii do 47 kg. Wynik z igrzysk w Pekinie powtórzyła na następnych igrzyskach w Londynie także w kategorii do 49 kg.
Dwukrotna zwyciężczyni igrzysk azjatyckich (2006, 2010).